# Ачкасовский сельсовет
Ачкасовский сельсовет — упразднённая административно-территориальная единица, существовавшая на территории Московской губернии и Московской области до 1954 года.
Ачкасовский сельсовет был образован в первые годы советской власти. По данным 1918 года он входил в состав Мячковской волости Коломенского уезда Московской губернии.
В 1923 году к Ачкасовскому с/с был присоединён Сабуровский с/с, но уже 27 октября 1925 года он был выделен вновь.
По данным 1926 года в состав сельсовета входили деревня Ачкасово и лесная сторожка.
В 1929 году Ачкасовский с/с был отнесён к Воскресенскому району Коломенского округа Московской области. При этом к нему был присоединён Афанасьевский с/с.
17 июля 1939 года к Ачкасовскому с/с был присоединён Сабуровский с/с.
14 июня 1954 года Ачкасовский с/с был упразднён, а его территория объединена с Ратмирским с/с в новый Ратчинский с/с.